# Kleines Lautertal
Das Kleine Lautertal ist ein rund 280 Hektar großes Naturschutzgebiet (NSG-Nummer 4.262) im Alb-Donau-Kreis in Baden-Württemberg. Es wurde per Verordnung vom 25. Juli 1995 durch das Regierungspräsidium Tübingen ausgewiesen. Der Name leitet sich von der Lauter ab, einem Nebenfluss der Blau, der hier durch ein offenes Wiesental läuft.

## Lage
Die als Naturschutzgebiet ausgewiesene Fläche gehört zu den Gemarkungen Bermaringen, Herrlingen und Wippingen der Stadt Blaustein sowie zur Gemarkung Asch der Stadt Blaubeuren und erstreckt sich auf einer Höhe zwischen 512 und 647 m ü. NN.

## Schutzzweck
Wesentlicher Schutzzweck ist die Erhaltung der hochwertigen Wacholderheide mit Steppenheidenelementen und verschiedenen Sukzessionsstadien mit der äußerst vielfältigen und seltenen Flora und Fauna der Trocken‑ und Halbtrockenrasen, die Erhaltung der Felsstandorte und rutschenden Trockenhänge, der Erhalt und die Förderung naturnaher Waldgesellschaften im Trockental und den schattigen Talhängen mit schutzwürdigen Tier‑ und Pflanzenvorkommen, sowie eines offenen Wiesentales mit der mäandrierenden Kleinen Lauter. Schutzzweck ist insbesondere:
- Schutz einer auf Grund verschiedener Nutzungen oder natürlich entstandenen artenreichen Vegetation, die von einem kleinräumigen Mosaik verschiedenster Pflanzengesellschaften gebildet wird. Sie ist Lebensraum für zahlreiche auf sie angewiesene Tierarten. Viele der im Gebiet vorkommenden Pflanzen und Tiere sind besonders geschützt oder vom Aussterben bedroht;
- Erhalt und Entwicklung der Wacholderheiden mit den auf beweideten Flächen vorhandenen Enzian-Halbtrockenrasen (Gentiano‑Koelerietum) und Trockenrasenbereichen, sowie der Mittelwald‑ und Hutewardreste und ihrer Sukzessionsstadien als kulturhistorisch bedeutsame Bereiche, an denen sich die Nutzungsgeschichte dieser Region ablesen lässt;
- Schutz der natürlichen Pflanzengesellschaften, insbesondere der Trockenrasen (Xerobromium), der Felsgrus‑ und Felsbandgesellschaften (Sedo‑Scleranthetalia), der thermophilen Saumgesellschaften (Trifolio-Geranietea) sowie der jeweils darauf spezialisierten Tierwelt. Hier sind insbesondere Schmetterlinge und Wildbienen, die bestimmte Raupenfutterpflanzen bzw. Eiablagemöglichkeiten und Nahrungspflanzen benötigen und xerotherme Heuschrecken zu nennen;
- Schutz naturnaher Waldgesellschaften wie Schlucht‑, Steinschutthaldenwälder (Tilio‑acerion) und Buchenmischwälder (Luzolo‑Fagetum bzw. Lathyro‑Fagetum) mit zum Teil gefährdeten Pflanzenarten in ihrer naturraumspezifischen Ausbildung;
- Erhalt des offenen Talraumes mit der mäandrierenden Kleinen Lauter, Schutz und Regenerierung der Feuchtwiesen (Kohldistel‑ und Sumpfdotterblumenwiesen) sowie einer artenreichen bachbegleitenden Hochstaudenflur als Erholungsraum mit hohem Erlebniswert und Steuerung der Erholungsnutzung
- Erhalt der geologischen und geomorphologischen Formationen mit der charakteristischen Schichtenfolge.

Schutzziel ist die Erhaltung von auf der Schwäbischen Alb einst weit verbreiteten Kalkmagerrasen, hier in Verflechtung mit verschiedenen Sukzessionsstadien und einem Vegetationsmosaik natürlicher Pflanzengesellschaften, sowie die Optimierung des biologischen und kulturhistorischen Wertes dieses Gebietes. Fichtenforste sollen langfristig in naturnahe Waldgesellschaften umgewandelt werden. Eingriffe, die das Kleine Lautertal beeinträchtigen, sollen verhindert werden. Der Talbereich soll als Rastplatz für Zugvogelarten erhalten bleiben.

## Angrenzende Schutzgebiete
Bereits 1974 wurde im Bereich des heutigen Naturschutzgebiets ein 263 Hektar großer Baumbestand als Schonwald ausgewiesen. Das heutige Waldschutzgebiet Kleines Lautertal (SGN 200029) ist überwiegend deckungsgleich mit der bewaldeten Fläche des gleichnamigen Naturschutzgebiets.

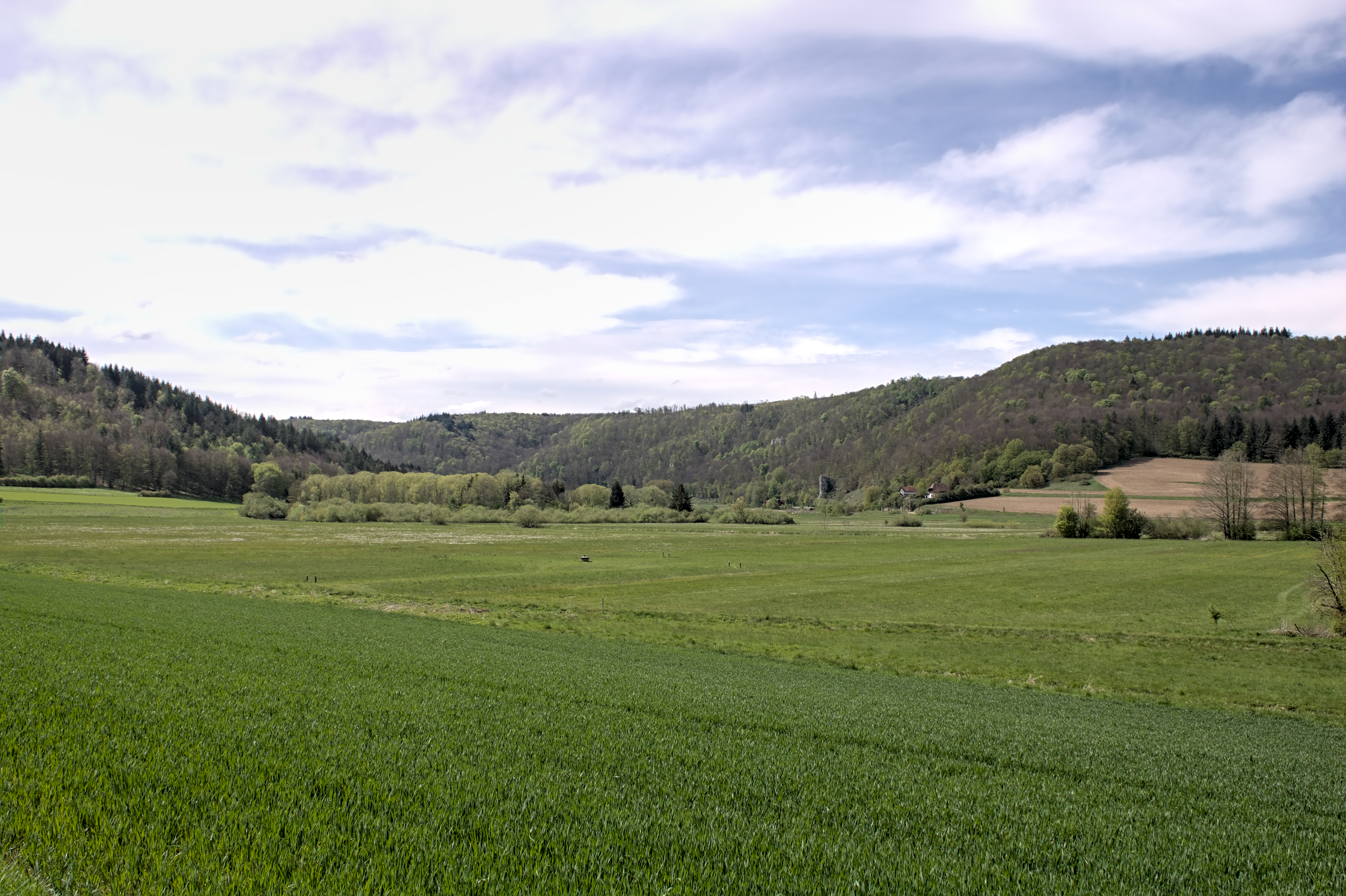
Landschaftsschutzgebiet Blaustein

Westlich grenzt das Naturschutzgebiet an das Landschaftsschutzgebiet Blaustein (LSG 4.25.105), das 1990 unter anderem als stadtnahes Erholungsgebiet für Ulm eingerichtet wurde. Östlich berührt es das 1994 eingerichtete Landschaftsschutzgebiet Blaubeuren (LSG 4.25.108).